# Unter anderen Umständen: Bis dass der Tod euch scheidet
Bis dass der Tod euch scheidet ist ein deutscher Fernsehfilm von Judith Kennel aus dem Jahr 2007. Es handelt sich um die zweite Folge der Krimiserie Unter anderen Umständen mit Natalia Wörner in der Hauptrolle.

## Handlung
Kommissarin Jana Winter nutzt die Zeit nach der Geburt ihres Sohnes, um noch eine Weile zu Hause zu bleiben. Doch unerwartet schnell findet sie ins Berufsleben zurück, als ihr Au-pair-Mädchen Frida beim Spaziergang mit dem kleinen Leo eine Leiche entdeckt. Der Mann stammte aus Schleswig und ist von einer Autobahnbrücke in die Tiefe gestürzt. Die Obduktion ergibt, dass Dirk Ehlers an Herzversagen gestorben ist und schon vier Stunden tot war, bevor ihn jemand von der Brücke geworfen hat. Nachdem sich auch noch herausstellt, dass seine Freundin, Silke Momsen, eigentlich bereits verheiratet ist, wird der Fall für die Polizei noch interessanter. Alles deutet auf eine Scheinehe zwischen Silke Momsen und dem Tschetschenen Izar Bassajew. Zufällig findet Jana Winter heraus, dass Bassajew in einer Tankstelle arbeitet und dort zur Verteidigung einen Elektroschocker einsetzt. Da an dem Toten Spuren der Verwendung eines solchen Gerätes gefunden wurden und man damit unter Umständen einen Herzstillstand auslösen kann, wird nach Bassajew gefahndet. Als dieser nach längerer Suche festgenommen werden kann, leugnet er, Dirk Ehlers umgebracht zu haben. Auch Jana Winter hat Zweifel, dass sie mit Bassajew den Täter schon haben, denn es finden sich Hinweise auf einen organisierten Markt für Scheinehen. Diese Spur führt zu Ingo Ost, der im Asylantenheim arbeitet und dadurch direkten Kontakt zu den Asylbewerbern hat. Auch seine Schwester, die Anwältin Kirsten Lorenzen, ist mit in die Geschäfte ihres Bruders verstrickt. Mit einem Trick versucht die Kommissarin, den beiden das Handwerk zu legen, gerät dabei jedoch in Lebensgefahr. Ihre Kollegen, die die Aktion überwachen sollten, müssen tatenlos zusehen, wie Jana sogar entführt wird. Glücklicherweise kann sie ihr Handy einschalten, was ihren Kollegen die Ortung erleichtert und letztendlich sowohl Kirsten Lorenzen als auch Ingo Ost festgenommen werden können.
Izar Bassajew hatte sich in seine Schein-Ehefrau verliebt und war deshalb mit Dirk Ehlers aneinandergeraten, der seine Freundin nicht kampflos aufgeben wollte. Als er Bassajew nicht dazu bewegen konnte, sich von Silke fernzuhalten, hoffte er auf Unterstützung von Ingo Ost und seiner Schwester, die daraufhin den lästig gewordenen Mitwisser aus dem Weg räumten.

## Hintergrund
Bis dass der Tod euch scheidet wurde am 5. November 2007 im ZDF als Fernsehfilm der Woche gesendet.

## Kritiken
Rainer Tittelbach von Tittelbach.tv schrieb: „Auch wenn der gut fotografierte und perfekt inszenierte Film von Judith Kennel sehr nachhaltig die norddeutsche Landschaft ins Spiel bringt, Nathalia Wörner als Ermittlerin Jana Winter mit Anhang (Matthias Brandt) und Nachwuchs eine gute Figur abgibt und auch die Ingredienzien der Story fein zusammen gesponnen sind zu einem spannenden Fernsehfilm, der zweifelsohne das Krimigenre hierzulande bereichert, so muss doch die Frage erlaubt sein, ob es einer solchen Bereicherung tatsächlich bedarf. Wäre es nicht an der Zeit, diese große Klasse, die deutsche Autoren, Regisseure, Kameramänner und Schauspieler heute besitzen, in einer größeren thematischen und formalen Vielfalt aufgehen zu lassen?!“
Die Kritiker der Fernsehzeitschrift TV Spielfilm werteten: „Der etwas dünn gestrickte Krimi um schwache Männer und starke Frauen lebt von dem sympathischen, spielfreudigen Ensemble.“
Bei Stimme.de urteilte Johann Ritter: „Der Fall, den es im beschaulichen Schleswig an der Schlei zu klären gibt, hat durchaus den Anspruch gesellschaftlicher Relevanz: Es geht um Scheinehen, drohende Abschiebung und Menschen, die die Notsituationen anderer schamlos ausnutzen. Das ist wie immer in der von Regisseurin Judith Kennel betreuten Reihe spannend und vor allem sehr atmosphärisch, mit norddeutscher Coolness erzählt.“
Tilmann P. Gangloff schrieb für Kino.de: „Es hat sich sichtlich ausgezahlt, dass vor und hinter der Kamera das gleiche Team versammelt werden konnte: Das Drehbuch stammt erneut von Waltraud Ehrhardt und Peter Obrist, Regie führte wieder Judith Kennel. Auch das sehenswerte Ensemble ist das selbe [sic.] geblieben. […] Natürlich ist Natalia Wörner der Star des Films, doch seine Klasse verdankt er erst der vorzüglichen Ensemble-Leistung.“